# شوارتسن
شوارتسن (به آلمانی: Schwarzen) یک شهر در آلمان است که در راین-هونسروک واقع شده‌است. شوارتسن ۱۵۱ نفر جمعیت دارد.